# جان ميجر
جان ميجر هي لاعب هوكي الحقل كندية، ولدت في 29 سبتمبر 1957.

## وصلات خارجية
- جان ميجر على موقع أوليمبيديا (الإنجليزية)